# 應昌士
應昌士，字君寧，浙江台州府臨海縣人，明朝政治人物、賜特用進士出身。

## 生平
崇禎三年（1630年）庚午科浙江鄉試舉人，崇禎十五年（1642年）賜進士，官安定縣知縣。崇禎十六年闖軍攻陷安定，不屈，罵賊磔死。